# Igors Tarasovs
Igors Tarasovs (Riga, 1988. október 16. –) válogatott lett labdarúgó.

## Pályafutása

### Klubcsapatban
Tarasovs a lett Skonto Riga akadémiáján nevelkedett, a felnőtt csapatnak 2006-ban lett a tagja. A klub színeiben nyolcvanhárom bajnoki mérkőzésen lépett pályára, a csapattal egy lett bajnoki címet és egy kupagyőzelmet ünnepelhetett. 2012-ben fél évig az azeri élvonalbeli Simurq játékosa volt. 2012 és 2014 között a lett Ventspils labdarúgója volt, a csapattal 2013-ban lett bajnokságot és kupát nyert. 2014 és 2016 között a lengyel élvonalbeli Jagiellonia Białystok, 2016 és 2017 között a török másodosztályú Giresunspor, 2017 és 2019 között a lengyel élvonalbeli Śląsk Wrocław játékosa. A 2019-es szezonban a Spartaks Jūrmala csapatában szerepelt. 2020 januárjában igazolta le őt a magyar élvonalbeli Kaposvári Rákóczi.

### A válogatottban
Többszörös lett utánpótlás-válogatott. A felnőtt válogatottban 2010. március 3-án mutatkozott be egy Angola elleni barátságos mérkőzésen.

#### Góljai a lett válogatottban
| #  | Dátum             | Ellenfél | Eredmény | Kiírás       | Esemény |
| -- | ----------------- | -------- | -------- | ------------ | ------- |
| 1. | 2017. október 10. | Andorra  | 4 – 0    | Vb-selejtező | 63'     |

## Sikerei, díjai
- Skonto Riga:
  - Lett bajnok: 2010
  - Lett kupagyőztes: 2012
- Ventspils:
  - Lett bajnok: 2013
  - Lett kupagyőztes: 2013